# 국민 영수증
《국민 영수증》은 KBS 조이에서 방송된 예능 프로그램이다.

## 방송 시간
| 방송 채널 | 방송 기간                         | 방송 시간                                 |
| --------- | --------------------------------- | ----------------------------------------- |
| KBS 조이  | 2021년 9월 10일 ~ 2022년 4월 6일  | 평일 수요일 밤 8시 ~ 9시                  |
| KBS 2TV   | 2022년 4월 20일 ~ 2022년 5월 18일 | 평일 수요일 밤 11시 ~ 12시                |
| KBS 2TV   | 2022년 6월 4일 ~ 2022년 7월 2일   | 주말 토요일 오후 5시 10분 ~ 저녁 6시 10분 |

## 기획 의도
- 연예계 대표 참견러, 경제 자문위원이 의뢰인의 영수증을 받아 분석, 맞춤형 솔루션 등을 제공하는 예능 프로그램이다.

## 출연진
- 송은이
- 김숙
- 박영진

## 제작
- 기획: KBS
- 제작: KBS N

## 같이 보기
- 김생민의 영수증 (2017년 ~ 2018년)